# Tomasz Wilczek
Tomasz Jan Wilczek (ur. 11 kwietnia 1974 w Kędzierzynie-Koźlu) – polski koszykarz grający na pozycji rzucającego obrońcy bądź niskiego skrzydłowego, były reprezentant Polski, wielokrotny mistrz Polski w barwach Śląska Wrocław. po zakończeniu kariery zawodniczej – trener koszykarski.

## Życie prywatne
Jego dwaj synowie, Dominik Wilczek i Maksymilian Wilczek, również są koszykarzami.

## Osiągnięcia
Drużynowe
- 4-krotny mistrz Polski (1996, 1998, 1999, 2000)
- Wicemistrz:
  - FIBA EuroCup Challenge (2003)
  - Polski (2002, 2003)
- Brązowy medalista mistrzostw Polski (2001)
- Zdobywca:
  - pucharu Polski (1997, 2001)
  - superpucharu Polski (1999)

Reprezentacja
- Uczestnik mistrzostw Europy U–18 (1992 – 9. miejsce)[3]

Trenerskie
- Akademickie mistrzostwo Polski (2007, 2009)
- Akademickie wicemistrzostwo Polski (2008)